# Toshinari Takaoka
Toshinari Takaoka (Japans: 高岡 寿成, Takaoka Toshinari) (Kizugawa, 24 september 1970) is een Japanse langeafstandsloper, die zich in de marathon gespecialiseerd heeft.
Zijn eerste successen boekte Takaoka in 1994 op de baan. Op de Aziatische Spelen behaalde hij zowel op de 5000 als de 10.000 m een gouden medaille. In de jaren daarop brak hij de Japanse records op de 3000 m (7.41,87), 5000 m (13.13,40) en 10.000 m (27.35,09).
Op de Olympische Spelen van Sydney in 2000 werd Toshinari Takaoka 15e op de 5000 m en 7e op de 10.000 m. Een jaar later debuteerde hij op de marathon met een derde plaats op de marathon van Fukuoka. Dezelfde plaats behaalde hij een jaar later op de Chicago Marathon met een tijd van 2:06.16 en verbeterde daarmee het Aziatische record. Eveneens behaalde hij een derde plaats op de marathon van Fukuoka 2003 en de Chicago Marathon 2004.
In 2005 won Takoka de marathon van Tokio en kwalificeerde zich daarmee voor het wereldkampioenschap van Helsinki dat jaar, waar hij vierde werd. In 2006 werd hij tweede op de marathon van Tokio.
Op de marathon van Nagano 2007 behaalde hij een zevende plaats in een tijd van 2:15.00.

## Titels
- Aziatisch kampioen 5000 m - 1998
- Japans kampioen 5000 m - 2002
- Japans kampioen 10.000 m - 1996, 1999
- Japans kampioen marathon - 2005

## Persoonlijke records
Baan
| Onderdeel | Prestatie | Datum           | Plaats    | Extra     |
| --------- | --------- | --------------- | --------- | --------- |
| 3000 m    | 7.41,87   | 28 mei 1999     | Sevilla   | nat. rec. |
| 5000 m    | 13.13,40  | 1 augustus 1998 | Hechtel   | nat. rec. |
| 10.000 m  | 27.35,09  | 4 mei 2001      | Palo Alto | nat. rec. |

Weg
| Onderdeel      | Prestatie | Datum           | Plaats    | Extra |
| -------------- | --------- | --------------- | --------- | ----- |
| 20 km          | 59.07     | 10 oktober 2004 | Chicago   |       |
| halve marathon | 1:01.07   | 9 maart 2003    | Yamaguchi |       |
| 25 km          | 1:13.57   | 10 oktober 2004 | Chicago   |       |
| 30 km          | 1:29.09   | 10 oktober 2004 | Chicago   |       |
| marathon       | 2:06.16   | 13 oktober 2002 | Chicago   | AR    |

## Palmares

### 5000 m
- 1993:  Universiade - 14.06,21
- 1994:  Aziatische Spelen - 13.38,37
- 1998:  Aziatische kampioenschappen - 13.54,34
- 2001:  Oost-Aziatische Spelen - 13.56,23

### 10.000 m
- 1994:  Aziatische Spelen - 28.15,48
- 1997:  Oost-Aziatische Spelen - 28.44,60

### marathon
- 2001:  marathon van Fukuoka - 2:09.41
- 2002:  Chicago Marathon - 2:06.16
- 2003:  marathon van Fukuoka - 2:07.59
- 2004:  Chicago Marathon - 2:07.50
- 2005:  marathon van Tokio - 2:07.41
- 2005: 4e WK in Helsinki - 2:11.53
- 2006:  marathon van Tokio - 2:09.31
- 2007: 7e marathon van Nagano - 2:15.00
- 2007: 10e marathon van Fukuoka - 2:13.40
- 2008: 16e marathon van Parijs - 2:11.21

### veldlopen
- 1992: 168e WK lange afstand in Boston - 40.36
- 1998: 33e WK lange afstand in Marrakech - 35.58